# Henry Oswalt
Henry Ludwig Oswalt (bis 1857: Ochs) (* 20. März 1849 in Frankfurt am Main; † 18. Januar 1934 ebenda) war ein deutscher Rechtsanwalt und Politiker (NLP, DVP).

## Leben
Oswalt war der Sohn von Samuel Ochs († 23. September 1888) und dessen Ehefrau Esther geborene Heine († 1. April 1892). Am 19. Februar 1857 konvertierte die Familie vom Judentum zum Christentum, gehörte nun der Deutsch-reformierten Gemeinde an und änderte den Familiennamen auf Oswalt. Er heiratete am 30. November 1886 Marie Louise Clara von Hergenhahn (* 6. Oktober 1863 in Berlin), Tochter des August von Hergenhahn und dessen erster Ehefrau Euphemia Ernestine Fritz. August Emil Henry Oswalt war ein gemeinsamer Sohn.
Oswalt besuchte das Gymnasium in Frankfurt am Main und studierte ab 1867 Rechtswissenschaften und Volkswirtschaft in Heidelberg, Göttingen und Berlin. 1871 wurde er zum Dr. jur. promoviert. Ab 1877 lebte er als Anwalt in Frankfurt am Main. Aus dem Militärdienst war er als Leutnant der Landwehr a. D. ausgeschieden.
Er gehörte dem Verwaltungsrat mehrerer Unternehmen an, darunter der Metallgesellschaft und der Frankfurter Gas-Gesellschaft. Daneben war er Vorstandsmitglied des Vaterländischen Frauenvereins und 1921 Initiator der Oswalt-Stiftung für physikalische Grundlagen der Medizin.
Er war Autor mehrerer volkswirtschaftlicher Schriften über Geldtheorie und Handelsrecht.

## Politik
Von 1889 bis 1901 war er Stadtverordneter in Frankfurt am Main. Zwischen 1894 und 1898 gehörte er für den Wahlkreis Frankfurt am Main dem Preußischen Abgeordnetenhaus an. Bei der Reichstagswahl 1890 und 1893 trat er für die NLP als Reichstagskandidat der NLP im Reichstagswahlkreis Regierungsbezirk Wiesbaden 6 an. In beiden Fällen musste er sich in der Stichwahl dem Sozialdemokraten Wilhelm Schmidt geschlagen geben, die die Unterstützung der Freisinnigen erhalten hatte. Bei der Reichstagswahl 1903 gelang es ihm nicht in die Stichwahl zu gelangen.

## Ehrungen
Er wurde mit dem Titel eines Geheimen Justizrats ausgezeichnet. Die Universität Frankfurt am Main ernannte ihn 1924 zum Ehrensenator, Ehrenbürger und Ehrendoktor. Die Oswaltstraße in der Frankfurter Nordweststadt ist nach ihm benannt.